# کانون موسیقی عراق
کانون موسیقی عراق یکی از سه کانون‌ معتبر موسیقی دوران اسلامی بوده‌است. در روزگار ساسانیان، عراق را دل  ایرانشهر می‌گفته‌اند و موسیقی در این منطقه رونق بسیاری داشته‌است. چند تن از آوازخوانان و نوازندگان کانون موسیقی حجاز که سرچشمهٔ آن موسیقی ایران بوده پس از برافتادن حکومت  امویان، به عراق آمدند اما نتوانستند در دستگاه خلافت نوین جایگزین شوند و پایگاه استواری به دست آورند.  در دورهٔ عباسی موسیقی‌دانان بزرگی در عراق بر می‌خیزند که بنیان موسیقی علمی عربی را بر پایهٔ موسیقی روزگار ساسانی پی‌ریزی کردند. معروف‌ترین این موسیقی‌دانان عبارتند از: ابراهیم موصلی، اسحاق موصلی و منصور زلزل.